# Кјозо-Ронки (Торино)
Кјозо-Ронки је насеље у Италији у округу Торино, региону Пијемонт.
Према процени из 2011. у насељу је живело 12 становника. Насеље се налази на надморској висини од 258 м.